# Spilarctia postrubida
Spilarctia postrubida là một loài bướm đêm thuộc phân họ Arctiinae, họ Erebidae.